# Stazione di Assemini Santa Lucia
La stazione di Assemini Santa Lucia è una fermata ferroviaria posta sulla linea Cagliari-Golfo Aranci, a servizio della zona occidentale del comune di Assemini. Gestita da RFI (gruppo FS), la fermata è stata attivata nel giugno 2009, ed è impiegata nell'ambito del servizio ferroviario metropolitano di Cagliari.

## Storia

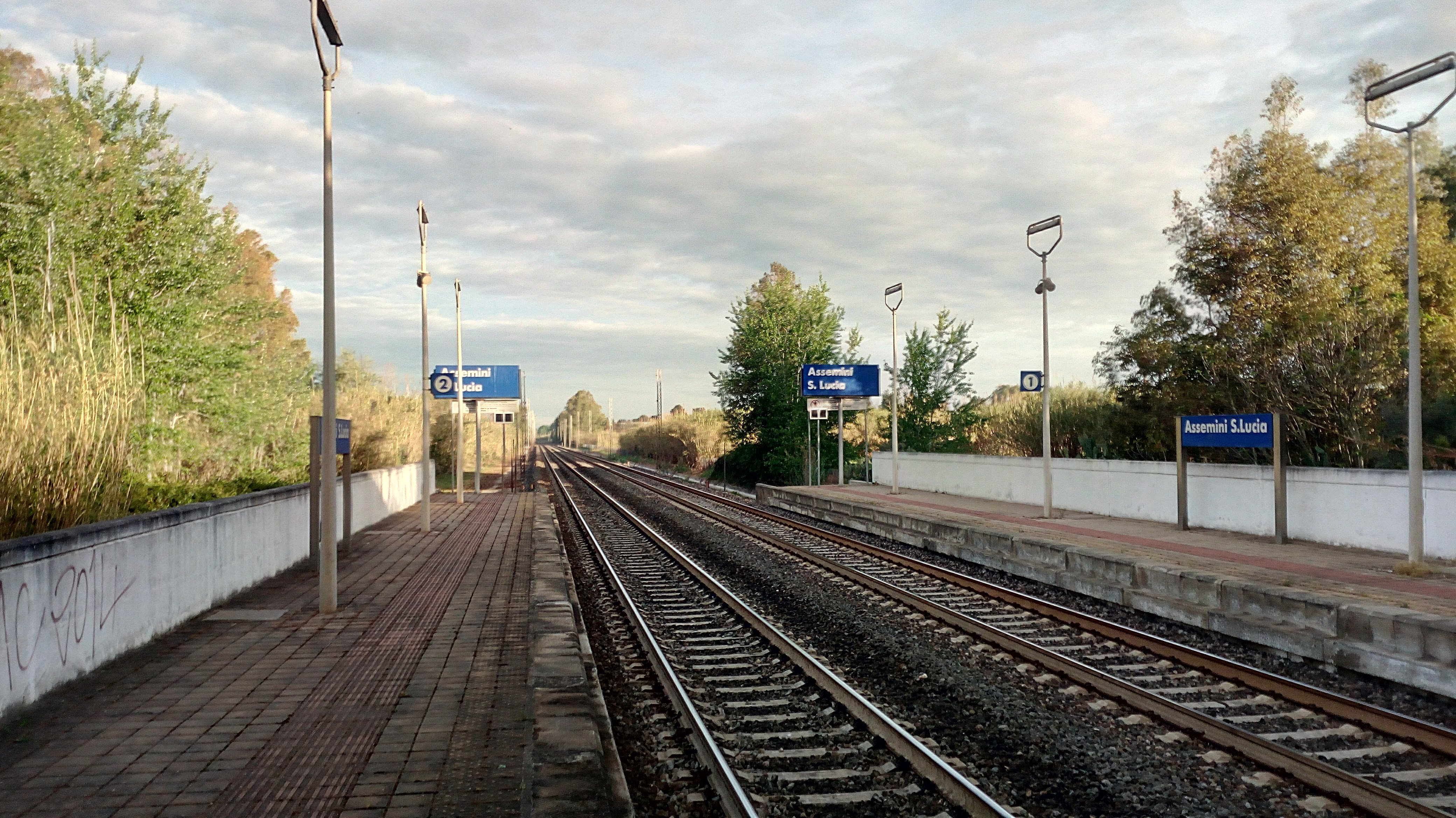
Vista del binario 2 in direzione Decimomannu: la fermata fu attivata nel 2009

La nascita dell'impianto si ricollega al potenziamento deciso a metà degli anni duemila del servizio ferroviario tra Cagliari e il suo hinterland, da attuarsi anche con la creazione di alcune nuove fermate ferroviarie lungo la Dorsale Sarda a Cagliari e ad Assemini. Tra queste era compresa la fermata di Assemini Santa Lucia, realizzata nella periferia sud-occidentale di Assemini, che assieme all'altra fermata cittadina di Assemini Carmine venne attivata il 14 giugno 2009. Quattro anni dopo, con l'entrata in vigore dell'orario di Trenitalia per il secondo semestre 2013, la stazione venne disabilitata al servizio viaggiatori, l'unico espletato nell'impianto. La fermata restò in disuso per un anno sino al 15 giugno 2014, data in cui ricominciò ad essere utilizzata con le modalità precedenti al 2013.

## Strutture e impianti

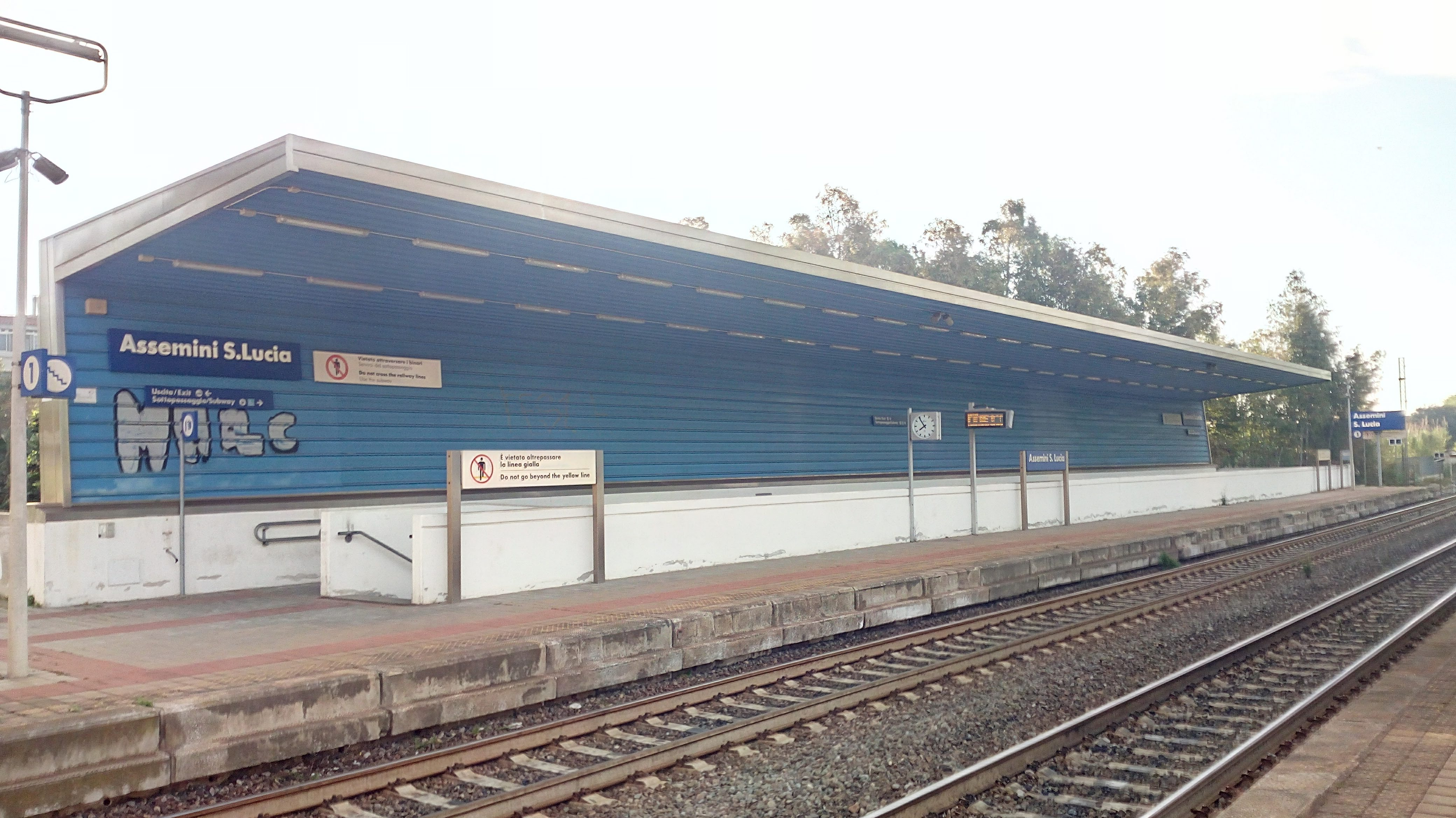
Il binario 1 e la relativa banchina

La fermata conta 2 binari di corsa, uno per ogni senso di marcia, serviti da 2 banchine laterali.

## Movimento
La fermata di Assemini Santa Lucia è servita esclusivamente dai treni metropolitani di Trenitalia utilizzati per il servizio ferroviario metropolitano del capoluogo sardo, mentre i treni regionali e i treni Regionali Veloci effettuano nello scalo il solo transito.

## Servizi
Lo scalo è dotato di due banchine (dotate di pensiline e posti a sedere) collegate da un sottopassaggio pedonale, ed è accessibile a persone con disabilità di tipo motorio (grazie alla presenza di apposite rampe), visivo e uditivo. Inoltre secondo la classificazione RFI la fermata rientra in categoria "bronze".

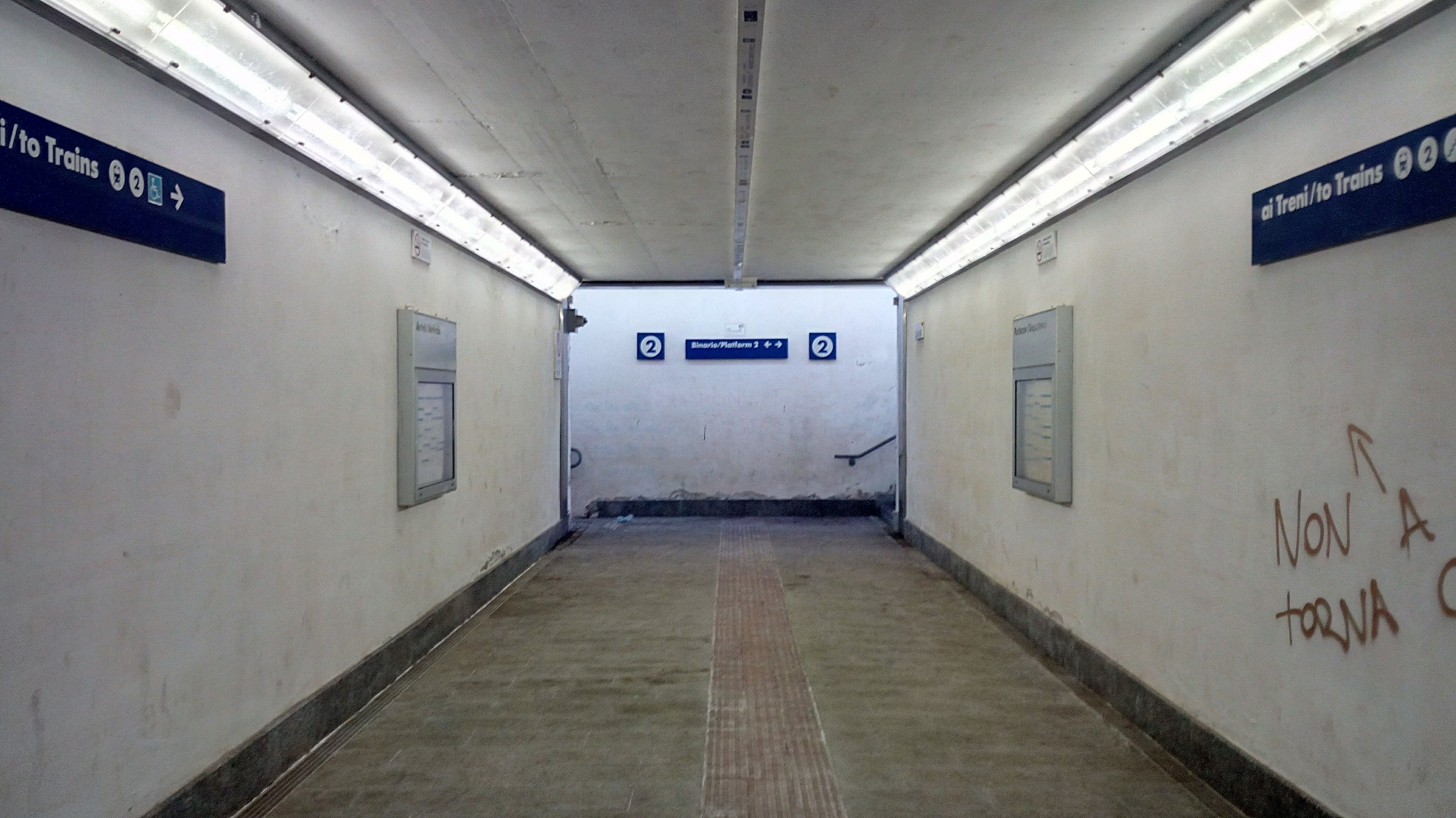
Interno del sottopassaggio della fermata